# Kurt Mühlenhaupt Museum

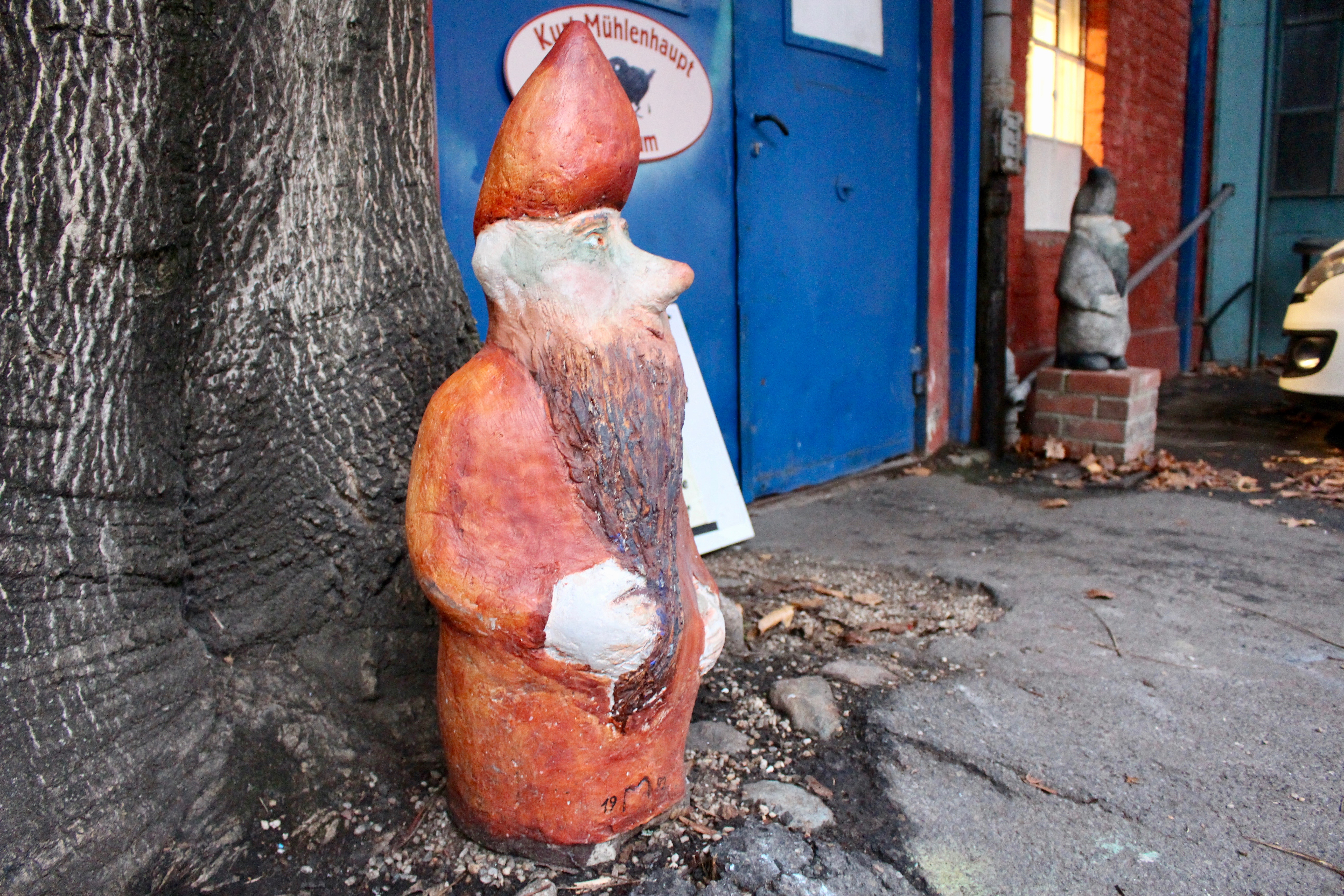
Hofansicht und Eingang zum Museum mit zwei Du-Du-Zwergen (Zwergenfiguren)

Das Kurt Mühlenhaupt Museum ist ein Künstlermuseum im Berliner Ortsteil Kreuzberg. Es ist Kurt Mühlenhaupt gewidmet, der vor allem als Berliner Milieu-Maler bekannt ist. Bis zum Sommer 2019 befand sich das Museum im Ortsteil Bergsdorf der brandenburgischen Stadt Zehdenick. Dort war es im denkmalgeschützten Gehöft Bergsdorfer Dorfstraße 1 untergebracht, das dem Maler als letzten Schaffensplatz diente.

## Geschichte
Das Museum befand sich bei Zehdenick auf dem Gelände eines ehemaligen adligen Gutshofes, der 1730 durch jene von Herfefeld als Gemeinde- und Lehnsgutshaus erbaut wurde. Ihnen folgten ab Beginn des 20. Jahrhunderts die Grafen von Eulenburg, die das Gebäudeensemble als herrschaftliches Sommerdomizil für ihre Kinder nutzten. 1858 ging der Hof aufgrund finanzieller Probleme der Familie Eulenburg an den Ziegeleibesitzer Wehrnitz über, der den Besitz nach Ausbleiben des Tonstichs in der Region um die obere Havel schnell weiterveräußerte. Zu dieser Zeit entstanden auch die ersten wirtschaftlich genutzten Anbauten, wie die alte Meierei.
Nach dem Ende des Zweiten Weltkriegs zog für kurze Zeit die sowjetische Kommandantur in das Wohnhaus. Diese wurde von der LPG „Tag der Befreiung“ abgelöst, die den Gebäudekomplex, als Folge der Enteignungen von Privateigentum, in Besitz nahm. Im Haupthaus wurden neben dem im Grundbuch eingetragenen Eigentümer sechs Flüchtlingsfamilien einquartiert. Aufgrund ausbleibender Sanierungen und der Bewirtschaftung durch die LPG, verfiel das Gebäude immer mehr, bis es 1984 gänzlich unbewohnbar war. Die Stadt Zehdenick sah eine Umfunktionierung zum Gemeindehaus und Kindergarten vor, konnte jedoch die hohen Renovierungskosten nicht aufbringen.
Auf Einladung ihrer Freunde Eberhard Esche und Gotthold Gloger kamen Kurt und Hannelore Mühlenhaupt 1990 nach Bergsdorf und kauften den heruntergekommenen Gutshof. Nach mehrjährigen Restaurierungs- und Umbauarbeiten eröffnete hier das Kurt Mühlenhaupt Museum, das ab 1994 beim deutschen Museumsverband eingetragen ist. Das Museum sollte Wohnort, Atelier, Galerie und Veranstaltungsort zugleich sein.
Das Museum ist ein Privatmuseum, das seit dem Tod Kurt Mühlenhaupts von seiner Witwe geführt wird. Der 1995 gegründete Verein Freunde des Kurt Mühlenhaupt Museums Bergsdorf e. V. und die Kunststiftung Kurt und Hannelore Mühlenhaupt gGmbH unterstützen das Museum.

### Denkmalschutz
Auf dem Gehöft sind das Wohnhaus, ein Stall und eine Scheune als Baudenkmale geschützt. Das Wohnhaus entstand um 1800. Es ist ein eingeschossiger und verputzter Ziegelbau mit sieben Achsen und Krüppelwalmdach. Im Haus findet sich eine Holztreppe aus der Entstehungszeit des Hauses mit einem Traljengeländer. Der Stall auf der östlichen Hofseite wurde 1801/1850 aus Feldsteinen errichtet und trägt ein Satteldach. Ein Umbau erfolgte 1900. Die Scheune auf der südlichen Hofseite wurde 1858 ebenfalls aus Feldsteinen und mit einem Satteldach errichtet.

### Umzug und Neubeginn
Seit Herbst 2019 befindet sich das Kurt Mühlenhaupt Museum in der Fidicinstraße 40 im Berliner Ortsteil Kreuzberg auf dem Gelände einer früheren Brauerei als Teil eines Künstlerhofes mit Ateliers, Werkstätten, Proberäumen und Theatern. Neben Veranstaltungen zeigt es in einer kleineren Dauerausstellung einen Querschnitt der künstlerischen Arbeit von Kurt Mühlenhaupt. Das Museum befindet sich im Aufbau. Die Flächen sollen in den kommenden Jahren vergrößert werden und Aktivitäten wie Wechselausstellungen und das Veranstaltungsprogramm, erweitert und verstetigt.

## Ausstellung (Bergsdorf) bis 2019

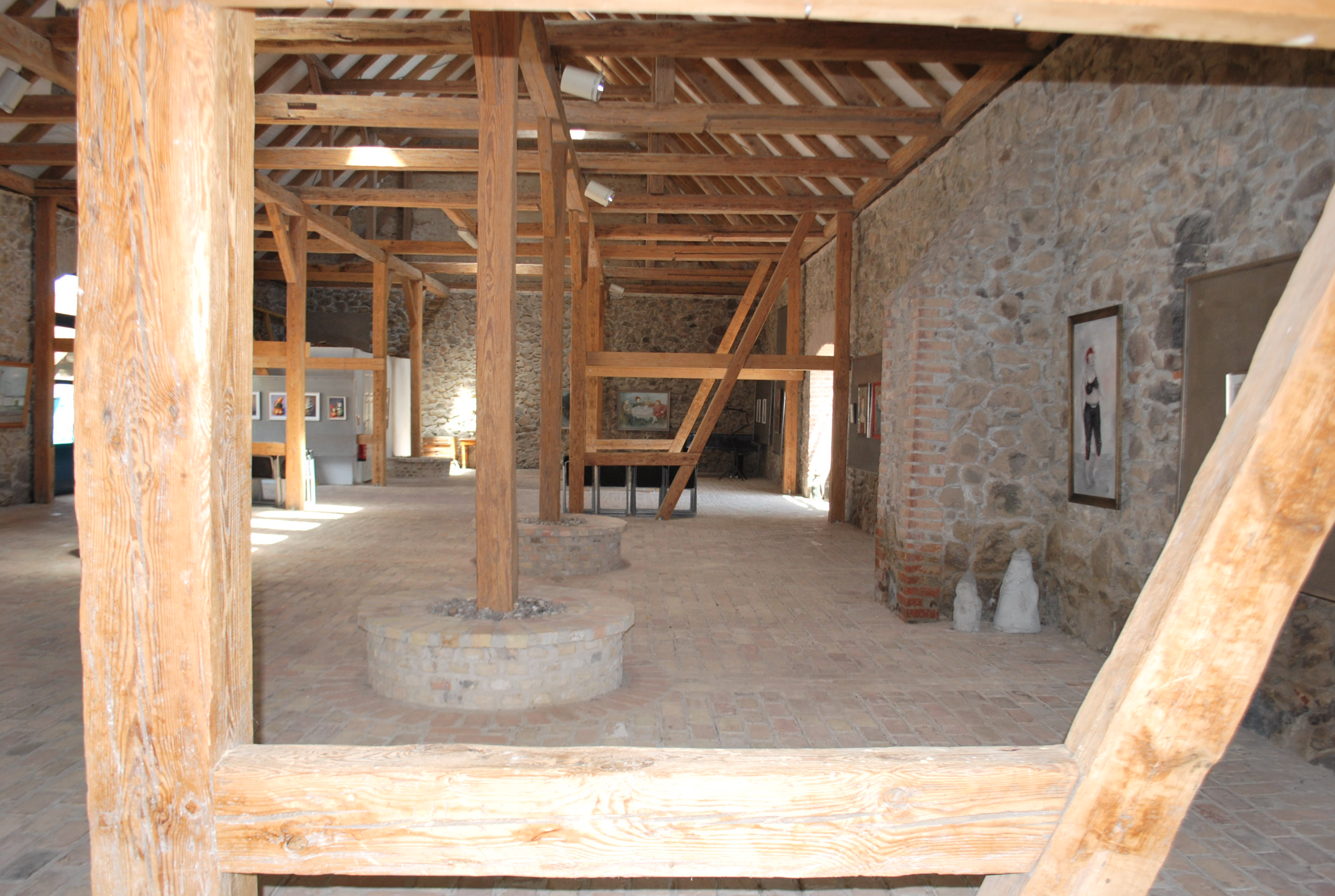
Feldsteinscheune

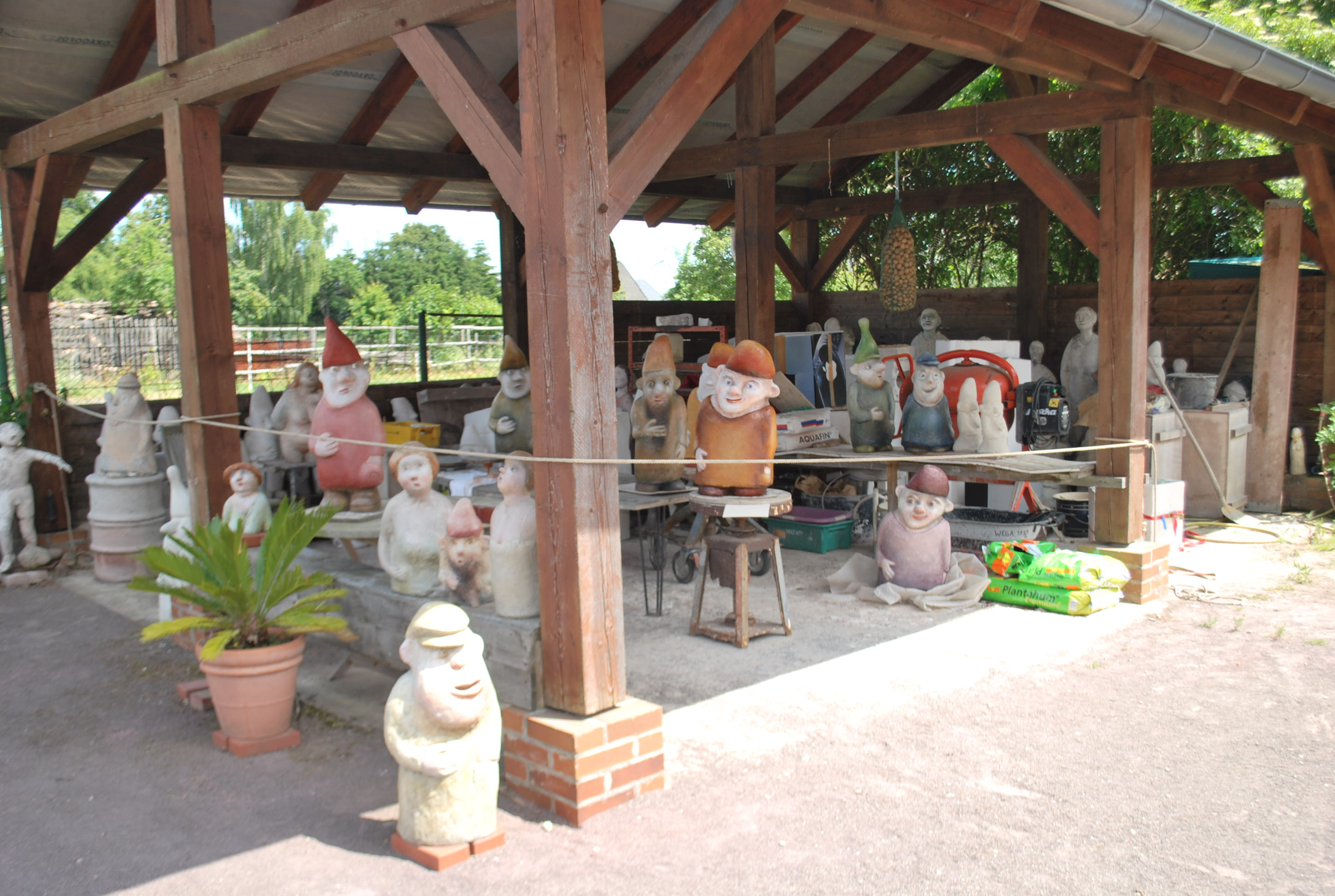
Zwergenwerkstatt

Das Gebäudeensemble in Zehdenick ist ein Vierseithof. Dazu zählen ein Wohnhaus, ein alter Schafstall, eine Feldsteinscheune, ein alter Kälberstall und eine alte Meierei. Das Wohnhaus wurde weiterhin als solches genutzt. Im alten Schafsstall, dem Atelier, war Kurt Mühlenhaupts letzter Arbeitsplatz zu finden. Der Raum wurde nach seinem Tod unverändert beibehalten. Es waren private Gegenstände des Malers ausgestellt, Bilder und Briefe dokumentierten seinen Alltag. Neben dem Atelier befand sich die Galerie, in der die Mühlenhaupts Grafiken ausgestellt waren und zum Verkauf angeboten wurden. Darüber hinaus gab es einen Museumsshop und ein Museumscafé.
Die 70 m lange Feldsteinscheune wurde für Veranstaltungen genutzt. Der Boden besteht aus Ziegeln ehemaliger Abbruchhäuser. Die Scheune wurde Anfang der 1990er Jahre mithilfe von staatlich geförderten Arbeitsplätzen saniert. Diese Renovierung  war eine der größten Arbeitsbeschaffungsmaßnahmen in Bergsdorf. Zweimal im Jahr wurde hier eine Sonderausstellung eröffnet. Jährlich erfolgte bis 2018 ein Gastspiel der Kammeroper Schloss Rheinsberg.
Im alten Kälberstall, der zur Druckerei umgebaut wurde, standen eine alte Lithografiepresse, Lithosteine, eine Radierpresse mit Sternrad, ein Boston-Tiegel und eine Hochdruckpresse auf denen die Grafiken Kurt Mühlenhaupts entstanden. Diese handaquarellierten Stücke dokumentierten Mühlenhaupts Streben nach bezahlbarer Kunst.
Die alte Meierei beherbergte das Hans-Pels-Leusden-Archiv. Der Innenhof des Gebäudeensembles wurde im Zuge der Sanierung begrünt und zum Museumsgarten umfunktioniert. Im Garten wurden Keramiken und Bronzeskulpturen von Kurt Mühlenhaupt ausgestellt. In der „Zwergenwerkstatt“ wurden Mühlenhaupts Du-Du-Zwerge von Hand bemalt. Die Zwerge sind Mühlenhaupts erste Plastiken und dienten ihm als Hilfe bei der Erarbeitung seiner Figuren für den Feuerwehrbrunnen in Berlin-Kreuzberg.
Sonderausstellungen
- 2000: Karl Oppermann Karl Oppermann
- 2001: Kurt Mühlenhaupt Große Mühlenhaupt-Schau
- 2001: Kurt Mühlenhaupt Andere Welten
- 2003: Kurt Mühlenhaupt Ein weites Feld
- 2004: Ingo Kühl Auf Besuch bei Kurt Mühlenhaupt
- 2008: Heinrich Zille Kiek mal hin, zum hundertfünfzigsten Geburtstag von Heinrich Zille
- 2011: Kurt Mühlenhaupt / Günter Grass Kröten, Ratten und zwei Freunde
- 2011: Kurt Mühlenhaupt Große Himmel – Stilles Land
- 2011/2012: Kurt Mühlenhaupt Blind gemalt – Werke aus den letzten Schaffensjahren
- 2012: Kurt Mühlenhaupt / Sven Marquardt Brüder
- 2012: Sibylle Prinzessin von Preußen / Gerald Uhlig Romero Ce n’est pas sans souci
- 2013: Gustavo Die anderen Farben [9]
- 2013: Klaus Kehrwald Brain Game
- 2014: Angela Zohlen Spuren Elemente
- 2014: Herta Müller Collagen [10]
- 2014: Kurt Mühlenhaupt Mittenmang – Kurt Mühlenhaupt und die kleinen Leute, im Landtag Brandenburg[11]
- 2015: Wolfgang Beltracchi Im Dunkel der Wälder